# Iberoformica subrufa
Iberoformica subrufa (=Formica subrufa) (лат.) — вид средних по размеру муравьёв, единственный в составе монотипического рода Iberoformica (Formicidae).

## Распространение
Западная Европа (Испания, Португалия, Франция).

## Описание
Длина около 5 мм. Окраска рабочих муравьёв одноцветная серовато-бурая). От других формик отличается узловидным петиолем, вогнутым мезонотумом, строением гениталий самцов (вольселлой и сагиттой). и молекулярно-генетическим данными. Гаплоидный набор хромосом Iberoformica subrufa n=26, в то время как у представителей подрода Serviformica n=27 (Lorite et al. 2002; Lorite and Palomeque 2010).
Усики 12-члениковые у самок и рабочих и 13-члениковые у самцов. Стебелёк между грудью и брюшком у всех каст состоит из одного членика петиоля.
Ассоциирован с гусеницами бабочек голубянок алексис (Glaucopsyche alexis), Lampides boeticus, Leptotes pirithous, Polyommatus icarus и Polyommatus celin (Obregon et al. 2015).

## Систематика
Впервые был описан в 1859 году немецким энтомологом и поэтом Юлиусом Рогером (Julius Roger; 1819—1865) под первоначальным названием Formica subrufa Roger, 1859. В 1919 году включён в состав подрода Serviformica (Santschi, 1919).
В 1990 году испанский мирмеколог А. Тино впервые описал самцов и выделил вид в отдельный подрод Iberoformica Tinaut, 1990 в составе рода Formica.
В 1994 году американский мирмеколог Д.Агости (Agosti, 1994) синонимизировал подрод с родом Formica.
В 2012 году на основании молекулярно-филогенетических исследований (Muñoz-López et al, 2012) статус Iberoformica повышен до родового.
Ранее рассматривавшийся в качестве синонима I. subrufa или в составе подрода Iberoformica таксон Formica (Serviformica) gerardi  Bondroit, 1917 stat. rev. был восстановлен в самостоятельном статусе в 2018 году и включён в подрод Serviformica.